# هیوندای آی۲۰ ان رالی۱
هیوندای آی۲۰ ان رالی۱ یک خودروی رالی ۱ است که توسط هیوندای موتوراسپورت ساخته شده و در مسابقات رالی قهرمانی جهان از فصل ۲۰۲۲ مورد استفاده قرار گرفته است. نمونه اولیه این خودرو بر اساس خودروی تولیدی هیوندای i20 N ساخته شده است، این خودرو اولین بار در طول آزمایش‌های اولیه در جنوب فرانسه در می ۲۰۲۱ در معرض دید عموم قرار گرفت.